# Banu Abas
Banu Abas (em árabe: بنو العباس‎; romaniz.: Banu Abbas) são uma tribo árabe, descendente do coraixita Alabás ibne Abedal Mutalibe, tio do profeta Maomé. O filho deste, Abedalá ibne Alabás, um dos companheiros de Maomé e um erudito em seu tempo, teria originado a tribo. Desta informação, se reconstrói a genealogia tribal até Adenã, o ancestral do ramo adenanita dos árabes: Abedalá ibne Alabás ibne Abedal Mutalibe ibne Hixame ibne Abde Manafe ibne Cussai ibne Quilabe ibne Murra ibne Cabe ibne Luai ibne Galibe ibne Fir ibne Maleque ibne Anadir ibne Quinana ibne Cuzaima ibne Mudrica ibne Ilias ibne Mudar ibne Nizar ibne Maade ibne Adenã. De 750 até o Saque de Bagdá em 1258 pelas tropas do Império Mongol, os Banu Abas elegeram dentre os seus os califas (Califado Abássida) que serviram como chefes da comunidade muçulmana.